# La Paz Fútbol Club
El La Paz Fútbol Club va ser un club de futbol bolivià de la ciutat de La Paz que es va fundar el 30 de maig de 1989. Abans del nom actual va ser conegut com a Atlético González. Va pujar a la primera divisió l'any 2003. Els deutes econòmics van portar el club a la desaparició el 21 de setembre de 2013.

## Palmarès
- Copa Simón Bolívar (segona divisió):[2]
  - 2003